# L'estate stregata
L'estate stregata è un film del 1988 diretto da Ivan Passer. Il film è ispirato al romanzo di Anne Edwards. La pellicola è stata presentata in concorso alla 45ª Mostra internazionale d'arte cinematografica di Venezia nel 1988.

## Trama
Nel 1816 gli scrittori Lord Byron, Percy Shelley e sua moglie Mary si riuniscono per discutere di filosofia e letteratura, tuttavia la situazione presto degenera in perversi giochi mentali e orge di sesso e droghe.